# À la maison
Ne doit pas être confondu avec À la maison, nouvelle de l'écrivaine américaine Shirley Jackson.
À la maison est une nouvelle d'Anton Tchekhov, parue en 1887. 

## Historique
À la maison est initialement publiée dans la revue russe Temps nouveaux, numéro 3958, du 7 mars 1887 sous le pseudonyme An Tchekhov. Aussi traduit en français sous le titre Chez soi .

## Résumé
Le procureur Bykovski rentre chez lui le soir. La gouvernante lui apprend qu’elle a surpris son fils Serioja, 7 ans, en train de fumer : que lui dire ? 
La mère de l’enfant est morte peu de temps avant, son fils est affectueux. Quand lui était jeune, on fouettait et on renvoyait de l’école les enfants pour des bêtises similaires. Le procureur décide plutôt de lui faire la morale via un conte. Il ne veut pas être sévère avec son fils.

## Édition française
- À la maison traduit par Édouard Parayre, éditions Gallimard, Bibliothèque de la pléiade, 1970  (ISBN 2-07-010550-4)